# Karner (Volk)
Die Karner (lateinisch Carni, deutsch teilweise auch Karnier) waren ein keltischer Volksstamm im Nordosten des heutigen Italien. Dort siedelten sie sich mit der Ausbreitung der Kelten über weite Teile Europas an und sind erstmalig im frühen 2. Jahrhundert v. Chr. nachgewiesen. Lange Zeit scheinen sie in guten Beziehungen zum Römischen Reich gestanden haben. Unter Kaiser Augustus wurden sie im späten 1. Jahrhundert v. Chr. endgültig in das Imperium eingegliedert.

## Geographie
Die Karner waren ein keltisches Volk, wie aus einem Eintrag in den Fasti Triumphales hervorgeht. Dort wird erwähnt, dass Marcus Aemilius Scaurus der Ältere während seines Consulats 115 v. Chr. einen Sieg „de Galleis Karneis“, also „über die gallischen Karner“ errang.
Der Geograph Strabon gibt an, die Karner hätten gemeinsam mit den Norikern und den Venetern den Raum um das spätere Aquileia an der Nordküste der Adria erobert. An anderer Stelle bezeichnet er sie als Nachbarvolk der Istrer (siehe Istrien) und benennt Tergeste (heute Triest) als karnischen Ort. Im Norden wurde das Siedlungsgebiet der Karner durch die Karnischen Alpen begrenzt.
Wo sich das Siedlungsgebiet der Karner genau befand, lässt sich anhand dieser allgemeinen Angaben nicht wirklich klären. Dass die Karner 171 v. Chr. von einem römischen Heer angegriffen wurden, das in Richtung Makedonien unterwegs war (siehe unten), könnte ein Hinweis darauf sein, dass sie eher in den küstennahen Teilen Friauls lebten als in den bergigeren Gebieten des Inlandes um die Karnischen Alpen.

## Geschichte
Die Karner werden erstmalig für das frühe 2. Jahrhundert v. Chr. in den Quellen erwähnt: 181 v. Chr. werden sie als Bewohner der Landschaft genannt, in der Aquileia gegründet wurde; 171 v. Chr. griff der Konsul Gaius Cassius Longinus die Karner und benachbarte Völker an und wurde dafür vom Senat gerügt. Es ist davon auszugehen, dass die Karner zu dieser Zeit bereits in Norditalien sesshaft waren und gute Beziehungen zu den Römern pflegten. Wann ihr Zuzug genau erfolgte, lässt sich jedoch nicht sicher klären, da die Schriftquellen für diese Zeit sehr lückenhaft sind. Gaetano De Sanctis nahm an, dass die Karner erst ab dem frühen 2. Jahrhundert v. Chr. in Karnien sesshaft waren. Gino Bandelli argumentiert demgegenüber dafür, dass die Keltisierung der Region zumindest in Teilen um mehrere Jahrhunderte weiter zurückreichen könnte.
Auf dem Areal einer karnischen Siedlung wurde im mittleren 1. Jahrhundert v. Chr. die römische Siedlung Iulium Carnicum gegründet. Endgültig unterworfen wurde der Stamm durch die Römer jedoch erst einige Jahre später, da der Geschichtsschreiber Appian berichtet, der Kaiser Augustus habe die Karner besiegt. Möglicherweise bestätigt wird diese Angabe durch eine Inschrift aus dem mittleren 2. Jahrhundert n. Chr., das sogenannte Dekret von Tergeste. Darin heißt es, Augustus habe die Karner und den benachbarten Stamm der Catali der Colonia Tergeste (dem heutigen Triest) zugewiesen. Kaiser Antoninus Pius (regierte 138–161), so die Inschrift weiter, habe den Angehörigen dieser Stämme die Bekleidung politischer Ämter in Tergeste und damit letztlich den Erwerb des Römischen Bürgerrechtes ermöglicht.